# Kliché (band)
 For alternative betydninger, se Kliché. (Se også artikler, som begynder med Kliché)
Kliché var en aarhusiansk rockgruppe dannet i 1977. Den bestod af Lars H.U.G., Johnny Voss, Jens Valo (senere udskiftet med Nils Torp) og Anders Brill. Debutalbummet Supertanker blev rost af anmelderne som et nyskabende kunstværk. Steffen Brandt fra TV-2 og Hilmer Hassig fra Love Shop har kortvarigt spillet i Kliché.

## Historie

### Begyndelse og Pære Punk
Kliché blev dannet i efteråret 1977 i Aarhus af Lars H.U.G., Johnny Voss og Jens Valo. Debutkoncerten var i Vestergade 58 den 5. maj 1978. Gruppen spillede på Pære Punk Festivalen i Aarhus i november 1978, og var i de første år en del af den aarhusianske punkscene. Kliché medvirkede på Pære Punk-opsamlingen i 1979.

### Studiealbummer
I 1980 udkom debutalbummet Supertanker. Sangene "Militskvinder" og "Masselinjen" indeholdt citater af den kinesiske kommunistleder Mao. Andre sange handlede om industrialisering, verdenskrig og propaganda. Gruppen havde ens industrielt tøj, sådan som kedeldragter på scenen, hvilket alt i alt forårsagede, at Kliché blev kaldt "fascistoidt". Gruppen havde dog en selvironisk tilgang til det hele.
Supertanker blev rost af anmeldere som et skelsættende mesterværk i dansk rock, og blev sammenlignet med art rock fra Brian Eno og David Bowie. Musikanmelder Brian Christensen har betegnet albummet som et nybrud i dansk rockmusik. I 2006 blev Supertanker optaget i den danske Kulturkanon. Jens Valo forlod Kliché kort efter Supertanker blev udgivet. Steffen Brandt fra TV-2 erstattede ham på den efterfølgende turné. I oktober 1982 udkom opfølgeren Okay Okay Boys, der var populær hos anmeldere og pladekøbere for den eksperimenterende og iørefaldende klang, samt fordi Kliché spillede mange koncerter. Gruppen spillede på Roskilde Festival fra 1981 til '83.

### Tredje album og opløsning
Kliché forsøgte derefter at indspille et tredje album, men i april 1985 meddelte gruppen sin opløsning. Sidste koncert var Rock for Afrika i Idrætsparken den 21. september 1985. ”Hunden er blevet for gammel og skal aflives” udtalte de. Senere udkom 8 timer på fabrikken, som Kliché spillede live, men aldrig udgav, på et Souvenirs-album.
Der har været flere rygter vedrørende det tredje album, bl.a. at det skulle være på engelsk, især fordi Kliché efter deres Shetlands-tur i 1984 udgav en demo med nummeret Shooting Star.

### Efter Kliché
Under navnet Voss Torp Brill indspillede Johnny Voss, Nils Torp og Anders Brill Dobbelt Plus i 1984. Lars H.U.G. indledte en solokarriere med City Slang samme år. På hans andet soloalbum, Kysser himlen farvel, bidrog Voss og Torp med et par af teksterne, Skibet hedder afsked og Dreng Dreng. Musikken blevet komponeret af H.U.G. Voss fortsatte sit tekstsamarbejde med Lars H.U.G. hele karrieren igennem. De skrev bl.a. Natsværmer fra Blidt over dig (1992) og New York fra 10 Sekunders Stilhed (2014).
Niels Torp dannede med Sofie Bonde popgruppen Souvenirs.
Jens Valo var med til at starte bandet Grind, og blev senere medlem af Amstrong, der har udgivet tre albums, senest Lack of You fra 2005.
I 2011 blev opsamlingsalbummet De Samlede Klichéer udgivet, der indeholder begge albums, samt to demoer fra Pære Punk-opsamlingen.

## Diskografi

### Albummer
- Supertanker, 1980, LP, MC og senere på CD (1989 og 1996)
- Okay Okay Boys, 1982, LP, MC og senere på CD (1989 og 1996)
- De Samlede Klichéer, 2011, CD

### Singler
- "Militskvinder/Farvel", 1979
- "Aldrig Mere/Militskvinder", 1980
- "Bravo Charlie/Patrulje", (promo 12") 1982
- "Patrulje/Okay Okay Boys", 1982
- "Bravo Charlie/Oppenheimers Formiddag", 1982
- "Shooting Star" (promo-MC), 1985